# Luis Serra
Luis Pedro Serra Deluchi (ur. 12 października 1935 w San José de Mayo, zm. 12 października 1992) – urugwajski kolarz torowy, trzykrotny olimpijczyk, trzykrotny medalista igrzysk panamerykańskich, dwukrotny mistrz kraju.

## Przebieg kariery
Wystąpił na Igrzyskach Olimpijskich 1952 w Helsinkach, gdzie w konkurencji 4000 m drużynowo na dochodzenie z reprezentacją zajęli 12. miejsce w rundzie kwalifikacyjnej. W tymże roku zdobył srebrny medal mistrzostw kraju, a dwa lata później złoto.
Na Igrzyskach Panamerykańskich 1955 zdobył srebrny medal na 4000 m. drużynowo na dochodzenie, oraz brązowy – w wyścigu z zatrzymanego startu na 1 km. W krajowych mistrzostwach zajął pierwsze miejsce.
Rok później, na Letnich Igrzyskach Olimpijskich 1956 w Melbourne zajął piąte miejsce w wyścigu na 1000 m ze startu zatrzymanego. W wyścigu drużynowym 4000 m na dochodzenie Urugwajczycy osiągnęli drugi czas w biegu czwartym pierwszej rundy i nie awansowali dalej. W 1959 zdobył brąz mistrzostw Urugwaju. Po trzech latach, na Letnich Igrzyskach Olimpijskich 1960 zajął 14. miejsce w kilometrowym wyścigu ze startu zatrzymanego.
Na Igrzyska Panamerykańskie 1963 sięgnął po złoto w drużynowym 4000 m na dochodzenie.

## Rezultaty

### Igrzyska olimpijskie
| Igrzyska       | Konkurencja                     | Czas    | Wynik                        |
| -------------- | ------------------------------- | ------- | ---------------------------- |
| Helsinki 1952  | 4000 m drużynowo na dochodzenie | 4:58.9  | 12. miejsce w kwalifikacjach |
| Melbourne 1956 | 1000 m ze startu zatrzymanego   | 1:12.3  | 5.                           |
| Melbourne 1956 | 4000 m drużynowo na dochodzenie | 5:02.4  | 2. w biegu 4 rundy 1         |
| Rzym 1960      | 1000 m ze startu zatrzymanego   | 1:11.42 | 14.                          |

### Igrzyska panamerykańskie
Uwzględniono jedynie rezultaty medalowe
| Igrzyska       | Konkurencja                     | Czas   | Wynik |
| -------------- | ------------------------------- | ------ | ----- |
| Meksyk 1955    | 4000 m drużynowo na dochodzenie | 4:58.9 | 2.    |
| Meksyk 1955    | 1000 m ze startu zatrzymanego   | 1.11.2 | 3.    |
| São Paulo 1963 | 4000 m drużynowo na dochodzenie | 5.10.5 | 1.    |